# Amok – He Was a Quiet Man
Amok – He Was a Quiet Man (Originaltitel He Was a Quiet Man) ist ein US-amerikanischer Film aus dem Jahr 2007. Die Hauptrolle spielte Christian Slater, Regisseur war Frank Capello.

## Inhalt
Bob Maconel ist ein zutiefst frustrierter Büroangestellter, der ständig mit dem Gedanken spielt, seine Kollegen und Vorgesetzten zu ermorden. In seiner Phantasie führt er Gespräche mit seinen Zierfischen und beredet mit ihnen den geplanten Amoklauf. Eines Tages begeht sein ebenfalls frustrierter Kollege Ralf Coleman einen Amoklauf und erschießt mehrere Kollegen. Da Bob selber bewaffnet ist, kann er Coleman erschießen und ihn dadurch davon abhalten, weitere Menschen umzubringen. Er rettet so auch der bereits verletzten Venessa Parks das Leben.
Der vormalige „Nobody“ wird so zum geachteten Helden derer, denen er zuvor selbst den Tod gewünscht hat. Gene Shelby, der Chef des Unternehmens, befördert ihn zu einem leitenden Angestellten. Die von ihm gerettete Venessa, die aufgrund der erlittenen schweren Verletzungen zur Tetraplegikerin wurde, bittet ihn, ihr Leben zu beenden. Beim geplanten Freitod Venessas soll Bob sie vor eine U-Bahn rollen lassen. In letzter Sekunde entscheidet er sich jedoch um, und es stellt sich dabei heraus, dass die Lähmung entgegen der Diagnose der Ärzte reversibel zu sein scheint, woraus Venessa wieder neue Lebenskraft schöpft und sich offenbar in ihren nun zweifachen Retter verliebt.
Doch Bob ist nicht in der Lage, Venessas Zuneigung, den beruflichen Erfolg und den neu gewonnenen Respekt der Kollegen lange zu genießen. Sein Gewissen und die Zweifel an der Liebe von Venessa lassen ihn nicht ruhen. Auch hat er seine Idee, einen Amoklauf durchzuführen, nicht gänzlich verworfen. Der Psychiater des Unternehmens scheint die Gefahr, die von Bob ausgeht, zu erkennen. Bob fühlt sich überfordert und eingeengt und sieht sich mit einem Male selbst in der Rolle des Amokläufers Ralf Coleman, den er ursprünglich aufgehalten hat, und erschießt sich vor Venessa selbst.
Spätestens bei dieser Szene wird dem Zuschauer klar, dass der gesamte Film bis zu diesem Punkt nur Halluzinationen von Bob widergespiegelt hat und er der tatsächliche und einzige Amok-Schütze ist, der nun allerdings lediglich sich selbst tötet. Aus dem Off werden Bobs zu Beginn geäußerte Worte wiederholt: „Es kommt die Zeit, da müssen die Kranken und Schwachen geopfert werden, um die anderen zu retten.“
In einer der letzten Szenen des Films sieht man Polizisten Bobs Haus durchsuchen. Es ist chaotisch, zum Teil verwüstet, das Aquarium ist verdreckt, und die Fische sind lange tot. Ein Polizist entdeckt eine Notiz an Bobs Kühlschrank:
„Ihr werdet fragen, warum ich tat, was ich getan habe... doch welche Wahl habt ihr mir gelassen? Wie hätte ich sonst eure Aufmerksamkeit erlangen können?“
Die Nachbarn, die von einem TV-Sender über Bob interviewt werden, sagen: „Er war ein stiller Mann“ (englisch He was a quiet man).

## Kritiken
In englischsprachigen Medien fand der Film eine durchweg wohlwollende Aufnahme. Basierend auf der Auswertung von 20 Kritiken weist Rotten Tomatoes eine Zustimmungsquote von 80 Prozent aus.

„Rabenschwarze Arbeits- und Gesellschaftssatire um Loser und falsch verstandenes Heldentum; ein mit galligem Humor und einem brillanten Hauptdarsteller entwickelter Independent-Film.“

## Veröffentlichungen
In Deutschland ist der Film unter dem Titel Amok – He Was a Quiet Man am 12. März 2009 auf DVD erschienen.

## Sonstiges
Dem Film Amok – He Was a Quiet Man ähnlich, nämlich durch die überraschende Darstellung einer Geisteskrankheit als Ursache eines Verbrechens, ist der Horrorfilm High Tension des Regisseurs Alexandre Aja von 2003.